# Fels am Wagram
Fels am Wagram ist eine Marktgemeinde mit 2547 Einwohnern (Stand 1. Jänner 2025) im Bezirk Tulln in Niederösterreich.

## Geografie
Die Marktgemeinde befindet sich nördlich der Donau, am markanten Höhenzug des Wagram und ist vor allem durch ihren Weinbau bekannt.
Fels am Wagram liegt 40 Kilometer westlich von Wien und 15 Kilometer östlich von Krems an der Donau am Nordrand des Tullnerfeldes. Der Ort ist von den Donau-Auen und der Mündung des Kamp etwa 5 Kilometer entfernt.
Die Fläche der Marktgemeinde umfasst 29,51 Quadratkilometer. Davon sind 56 Prozent landwirtschaftliche Nutzfläche, 27 Prozent Weingärten und 8 Prozent sind bewaldet.
Auf der Löss-Hochfläche zwischen Fels und Gösing befinden sich sieben Kellergassen namens Dorner, Steinagrund, Mitterweg, Zwerigraben, Hammergraben, Scheibe und Floss wo regionaltypische Weinkeller zu finden sind.

### Gemeindegliederung
Das Gemeindegebiet umfasst folgende vier Ortschaften (in Klammern Einwohnerzahl Stand 1. Jänner 2025):
- Fels am Wagram (1688) samt Anzenthalermühle und Bahnhofsiedlung
- Gösing am Wagram (361)
- Stettenhof (186)
- Thürnthal (312)

Die Gemeinde besteht aus den Katastralgemeinden Fels am Wagram, Gösing, Stettenhof und Thürnthal.

### Nachbargemeinden
| Straß im Straßertale (KR) | Hohenwarth-Mühlbach am Manhartsberg (HL)    | Großriedenthal      |
| Grafenegg (KR)            | Kompassrose, die auf Nachbargemeinden zeigt |                     |
| Grafenwörth               |                                             | Kirchberg am Wagram |

## Geschichte

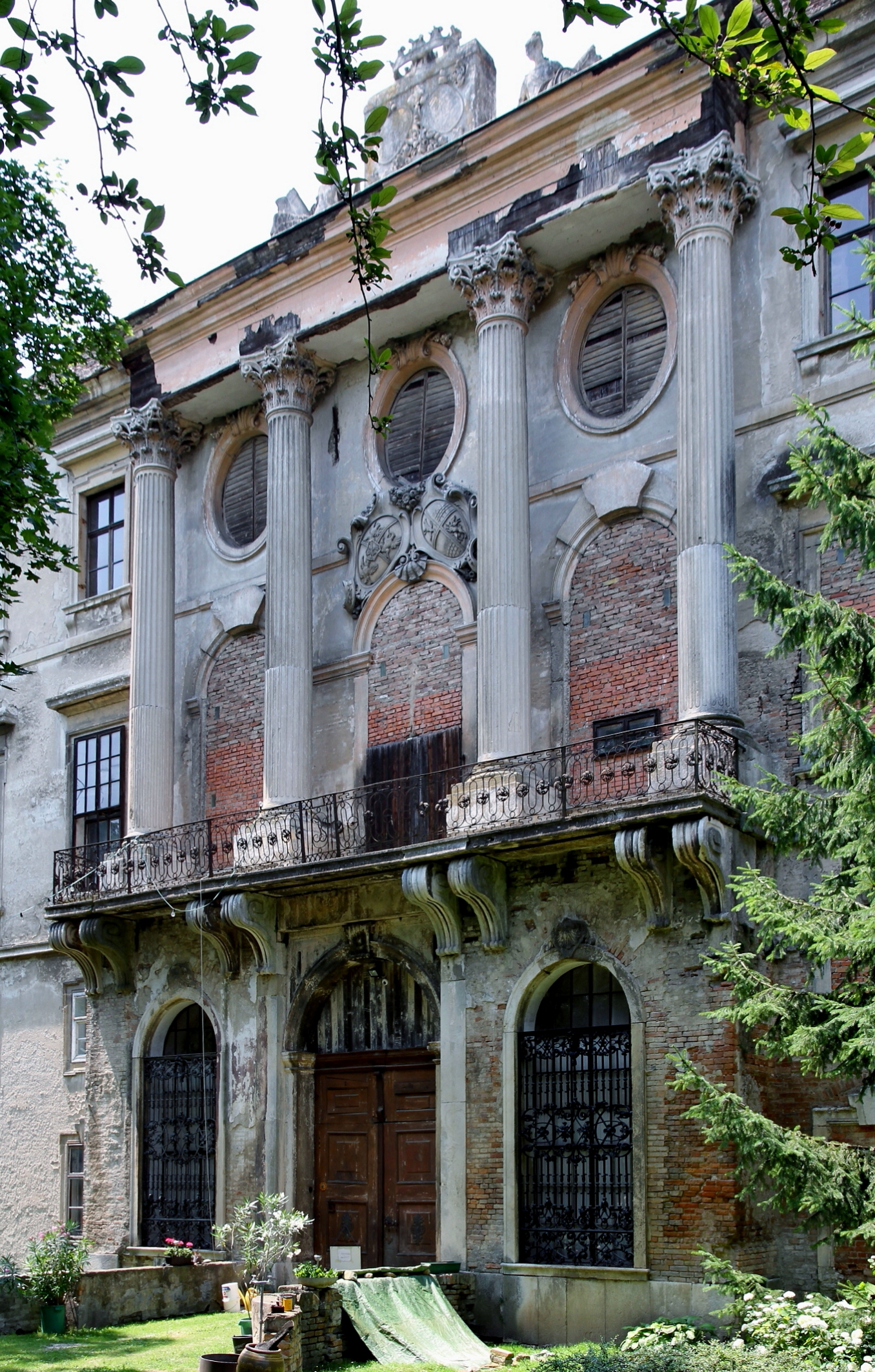
Schloss Thürnthal

Ende des 19. Jahrhunderts entdeckte der Höhlenforscher Lambert Karner bei Fels am Wagram prähistorische Urnen und Bronzen, die mit den Funden von Gemeinlebarn starke Ähnlichkeiten aufweisen. Die Fundstücke wurden dem k. k. Naturhistorischen Hofmuseum Wien übergeben.
Die Gemeinde Fels wurde am 27. März 1927 zur Marktgemeinde erhoben. Laut Adressbuch von Österreich waren im Jahr 1938 in der Marktgemeinde ein Arzt, ein Tierarzt, ein Bäcker, zwei Baustoffhändler, zwei Binder, ein Dachdecker, zwei Eisenwarenhändler, ein Elektrotechniker, zwei Fleischer, drei Friseure, sechs Gastwirte, drei Gemischtwarenhändler, ein Holzhändler, ein Maurermeister, drei Milchgenossenschaften, eine Modistin, eine Mühle, ein Sägewerk, zwei Sattler, zwei Schmiede, zwei Schneider und vier Schneiderinnen, fünf Schuster, eine Sparkasse, ein Spengler, ein Steinbruch, sechs Trafikanten, drei Tischler, ein Wagner, ein Zementwarenerzeuger, ein Zimmermeister und mehrere Landwirte ansässig.
Im Zweiten Weltkrieg befand sich in Fels der Fliegerhorst Fels am Wagram, ein Feldflugplatz der deutschen Luftwaffe, in dem auch ein Arbeitslager für ungarische Juden eingerichtet wurde.

### Religionen
Römisch-katholische Pfarren gibt es in Fels am Wagram und Gösing am Wagram.
Die bereits im 14. Jahrhundert urkundlich nachweisbare Kapelle in Fels kam 1349 durch Widmung an das Frauenkloster und Spital Pulgarn bei Steyregg. 1498 kam die Kapelle an das Bistum Passau und wurde von der Mutterpfarre Kirchberg am Wagram betreut.

### Einwohnerentwicklung
| Fels am Wagram: Einwohnerzahlen von 1869 bis 2025   | Fels am Wagram: Einwohnerzahlen von 1869 bis 2025 | Fels am Wagram: Einwohnerzahlen von 1869 bis 2025 | Fels am Wagram: Einwohnerzahlen von 1869 bis 2025 | Fels am Wagram: Einwohnerzahlen von 1869 bis 2025 |
| --------------------------------------------------- | ------------------------------------------------- | ------------------------------------------------- | ------------------------------------------------- | ------------------------------------------------- |
| Jahr                                                |                                                   |                                                   |                                                   | Einwohner                                         |
| 1869                                                | 1869                                              |                                                   | 2.004                                             | 2.004                                             |
| 1880                                                | 1880                                              |                                                   | 2.142                                             | 2.142                                             |
| 1890                                                | 1890                                              |                                                   | 2.417                                             | 2.417                                             |
| 1900                                                | 1900                                              |                                                   | 2.552                                             | 2.552                                             |
| 1910                                                | 1910                                              |                                                   | 2.639                                             | 2.639                                             |
| 1923                                                | 1923                                              |                                                   | 2.457                                             | 2.457                                             |
| 1934                                                | 1934                                              |                                                   | 2.357                                             | 2.357                                             |
| 1939                                                | 1939                                              |                                                   | 3.778                                             | 3.778                                             |
| 1951                                                | 1951                                              |                                                   | 2.239                                             | 2.239                                             |
| 1961                                                | 1961                                              |                                                   | 1.967                                             | 1.967                                             |
| 1971                                                | 1971                                              |                                                   | 1.925                                             | 1.925                                             |
| 1981                                                | 1981                                              |                                                   | 1.850                                             | 1.850                                             |
| 1991                                                | 1991                                              |                                                   | 1.848                                             | 1.848                                             |
| 2001                                                | 2001                                              |                                                   | 1.966                                             | 1.966                                             |
| 2011                                                | 2011                                              |                                                   | 2.096                                             | 2.096                                             |
| 2021                                                | 2021                                              |                                                   | 2.396                                             | 2.396                                             |
| 2025                                                | 2025                                              |                                                   | 2.547                                             | 2.547                                             |
| Quelle(n): Statistik Austria, Gebietsstand 1.1.2021 |                                                   |                                                   |                                                   |                                                   |

### Felser See
In den 2000ern wurde ein ehemaliger Baggerteich für die private Wohnbebauung erschlossen. Da die Grundstück- bzw. Immobilienbesitzer mit dem Kauf auch gleichzeitig verbücherte Seeanteile erwerben, ist dieser nicht für die Öffentlichkeit zugänglich.

## Kultur und Sehenswürdigkeiten

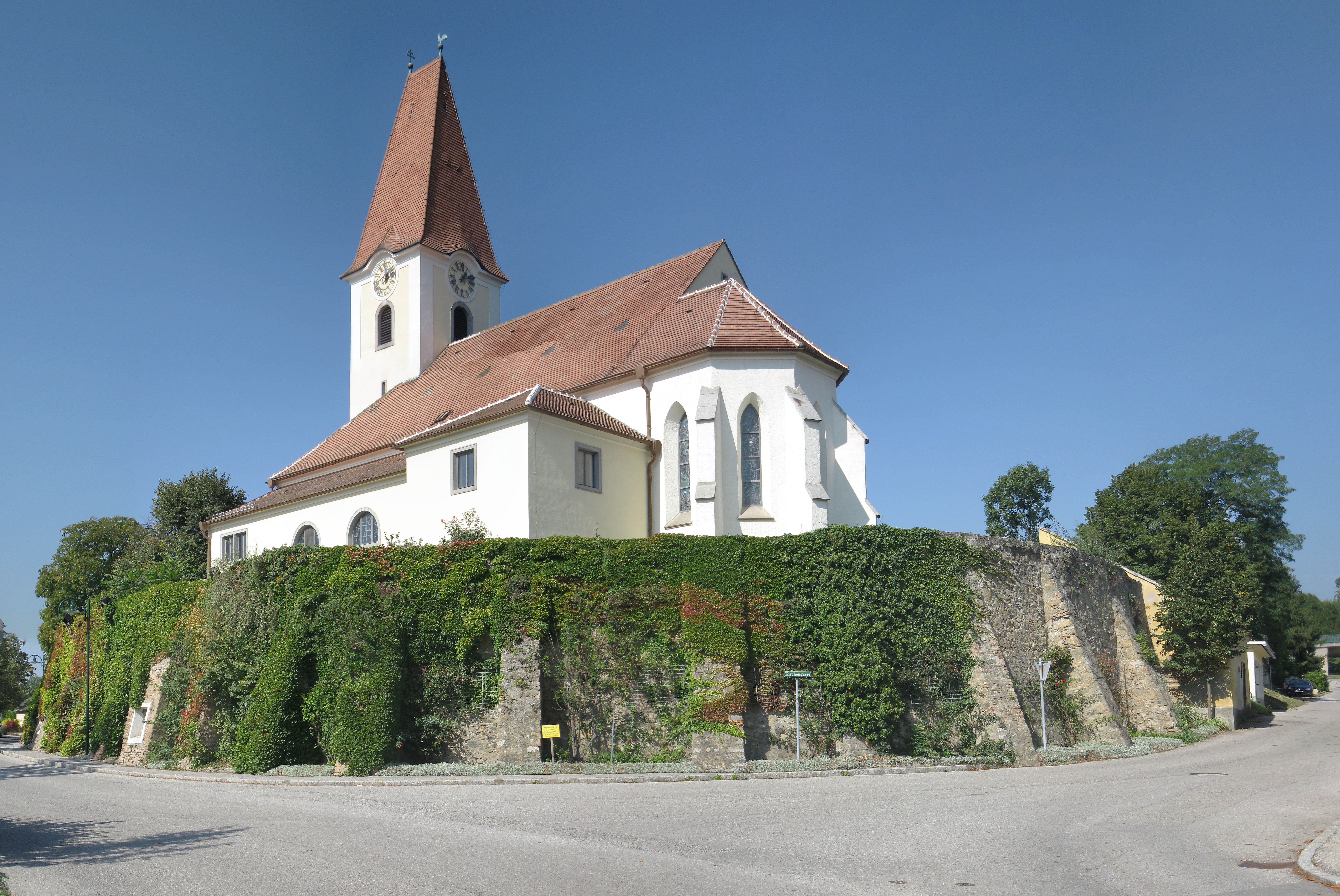
Pfarrkirche Fels am Wagram

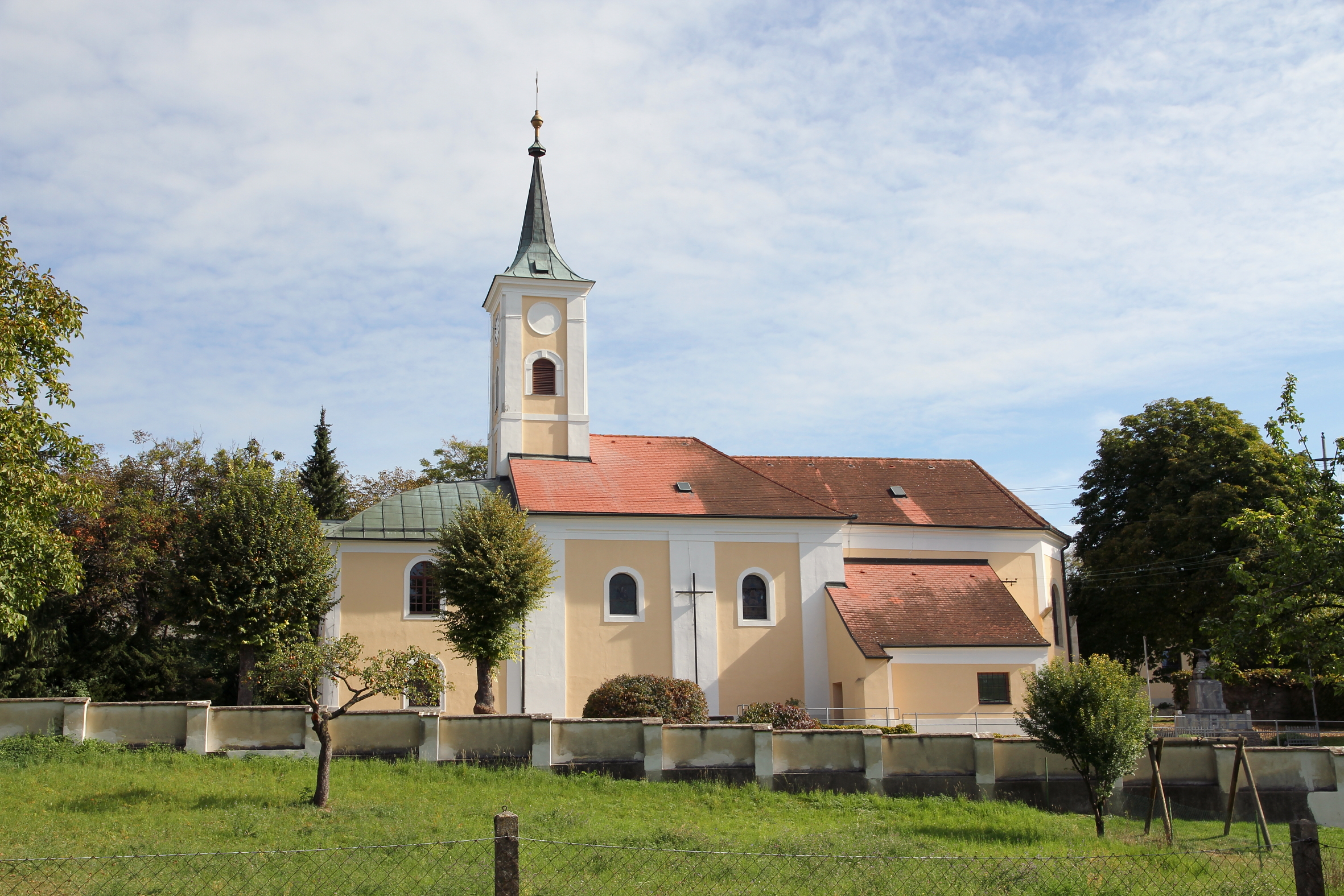
Pfarrkirche Gösing am Wagram

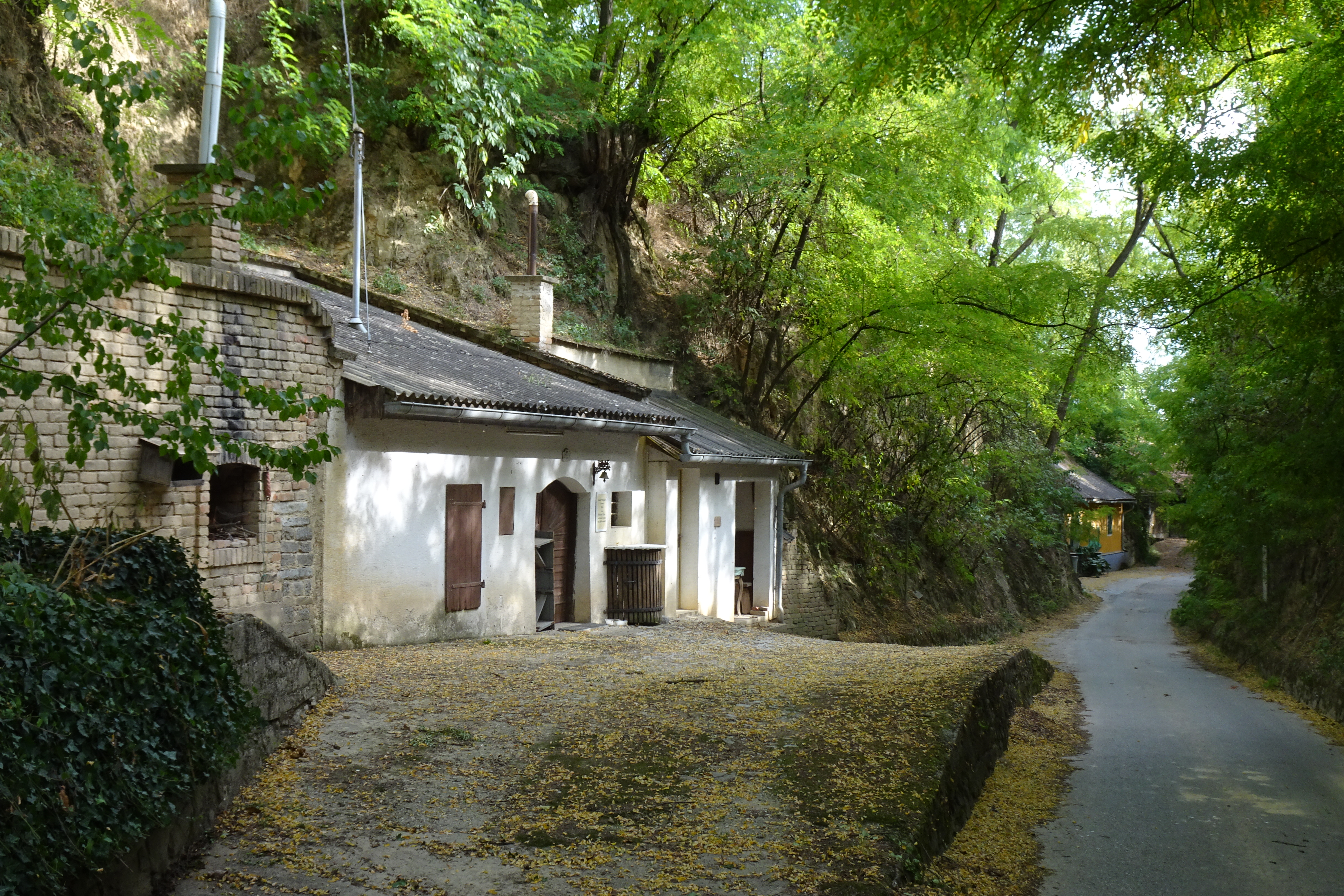
Lösshohlweg und Kellergasse Hammergraben, auch als Lehrpfad ausgelegt

- Schloss Thürnthal in Thürnthal: barock-klassizistischer Bau von Joseph Emanuel Fischer von Erlach, erste Hälfte des 18. Jhdts.
- Katholische Pfarrkirche Fels am Wagram hl. Margaretha
- Katholische Pfarrkirche Gösing am Wagram hl. Johannes der Täufer: 1671 errichtet, Frühbarock

## Wirtschaft und Infrastruktur

### Wirtschaftssektoren
Von den 125 landwirtschaftlichen Betrieben des Jahres 2010 waren 53 Haupterwerbsbauern. Diese bewirtschafteten drei Viertel der Flächen. Im Produktionssektor arbeiteten 30 Erwerbstätige im Bereich Herstellung von Waren, 4 in der Bauwirtschaft und 1 in der Wasserver- und Abfallentsorgung. Die wichtigsten Arbeitgeber des Dienstleistungssektors waren die Bereiche Handel (94), soziale und öffentliche Dienste (92) und freiberufliche Dienstleistungen (27 Mitarbeiter).
| Wirtschaftssektor            | Anzahl Betriebe | Anzahl Betriebe | Erwerbstätige | Erwerbstätige |
| Wirtschaftssektor            | 2011            | 2001            | 2011          | 2001          |
| ---------------------------- | --------------- | --------------- | ------------- | ------------- |
| Land- und Forstwirtschaft 1) | 125             | 194             | 86            | 112           |
| Produktion                   | 11              | 7               | 35            | 29            |
| Dienstleistung               | 77              | 50              | 252           | 207           |

1) Betriebe mit Fläche in den Jahren 2010 und 1999

### Öffentliche Einrichtungen
In der Gemeinde gibt es einen Kindergarten, eine Volksschule und eine Mittelschule.

### Verkehr
- Eisenbahn: Vom Bahnhof Fels am Wagram gibt es stündliche Verbindungen nach Krems und Wien (Stand 2021).[11]
- Straße: Die wichtigste Straßenverbindung ist die Kamptal Straße B34 mit einer Anbindung zur Stockerauer Schnellstraße S5.

## Politik

### Gemeinderat
Seit dem Jahr 2015 hat der Gemeinderat 21 Mitglieder.
- Mit den Gemeinderatswahlen in Niederösterreich 1990 hatte der Gemeinderat folgende Verteilung: 13 ÖVP, 4 SPÖ und 2 FPÖ. (19 Mitglieder)
- Mit den Gemeinderatswahlen in Niederösterreich 1995 hatte der Gemeinderat folgende Verteilung: 10 ÖVP, 6 SPÖ, 2 FPÖ und 1 LIF.[12]
- Mit den Gemeinderatswahlen in Niederösterreich 2000 hatte der Gemeinderat folgende Verteilung: 11 ÖVP, 6 SPÖ und 2 FPÖ.[13]
- Mit den Gemeinderatswahlen in Niederösterreich 2005 hatte der Gemeinderat folgende Verteilung: 10 ÖVP, 8 SPÖ und 1 FPÖ.[14]
- Mit den Gemeinderatswahlen in Niederösterreich 2010 hatte der Gemeinderat folgende Verteilung: 12 ÖVP und 7 SPÖ.[15] (19 Mitglieder)
- Mit den Gemeinderatswahlen in Niederösterreich 2015 hatte der Gemeinderat folgende Verteilung: 13 ÖVP und 8 SPÖ.[16]
- Mit den Gemeinderatswahlen in Niederösterreich 2020 hatte der Gemeinderat folgende Verteilung: 15 ÖVP, 4 SPÖ und 2 FPÖ.[17]
- Mit den Gemeinderatswahlen in Niederösterreich 2025 hat der Gemeinderat folgende Verteilung: 14 ÖVP, 4 SPÖ und 3 FPÖ.[18]

### Bürgermeister
- bis 2007 Franz Sauerstingl (ÖVP)
- 2007–2015 Rudolf Stiegler (ÖVP)
- 2015–2024 Christian Bauer (ÖVP)[19]
- seit 2024 Hannes Zimmermann (ÖVP)[20]

### Wappen
Im Jahr 1906 wurde der Gemeinde folgendes Wappen verliehen: Ein blauer Schild im Fußrande von einem natürlichen Gewässer durchflossen, aus welchem sich ein schroffer, grauer Fels erhebt, der eine rotbedachte Kapelle mit Turm und Langschiff trägt. Zur Linken steigt, an den Felsen sich anlehnend ein mit grünem Rasen bewachsenes Gelände empor, in welchem ein natürlicher, mit drei rötlichen Trauben befruchteter Weinstock wurzelt. An zwei im Felsen befestigten Eisenringen sind zwei hölzerne Fischerkähne angehängt. In dem Kahne zur Rechten steht, nach vorwärts gewendet, ein Mann in Fischertracht, der in der Linken ein Tauchnetz, Daube genannt, zum Gebrauche bereithält.

### Gemeindepartnerschaften
- seit 1997 Fels (Luxemburg)

## Persönlichkeiten

### Söhne und Töchter der Gemeinde
- Leopold Trulley (1732–1793), Abt des Stiftes Sankt Florian 1777–1793
- Sepp Rittler (1892–1942), Heimatdichter und Gründer der Niederösterreichischen Presse

### Personen mit Bezug zur Gemeinde
- Franz Xaver Gegenbauer (1764–1827), Lehrer und Komponist, lebte von 1786 bis zu seinem Tod in Fels am Wagram